# Jahn Teigen

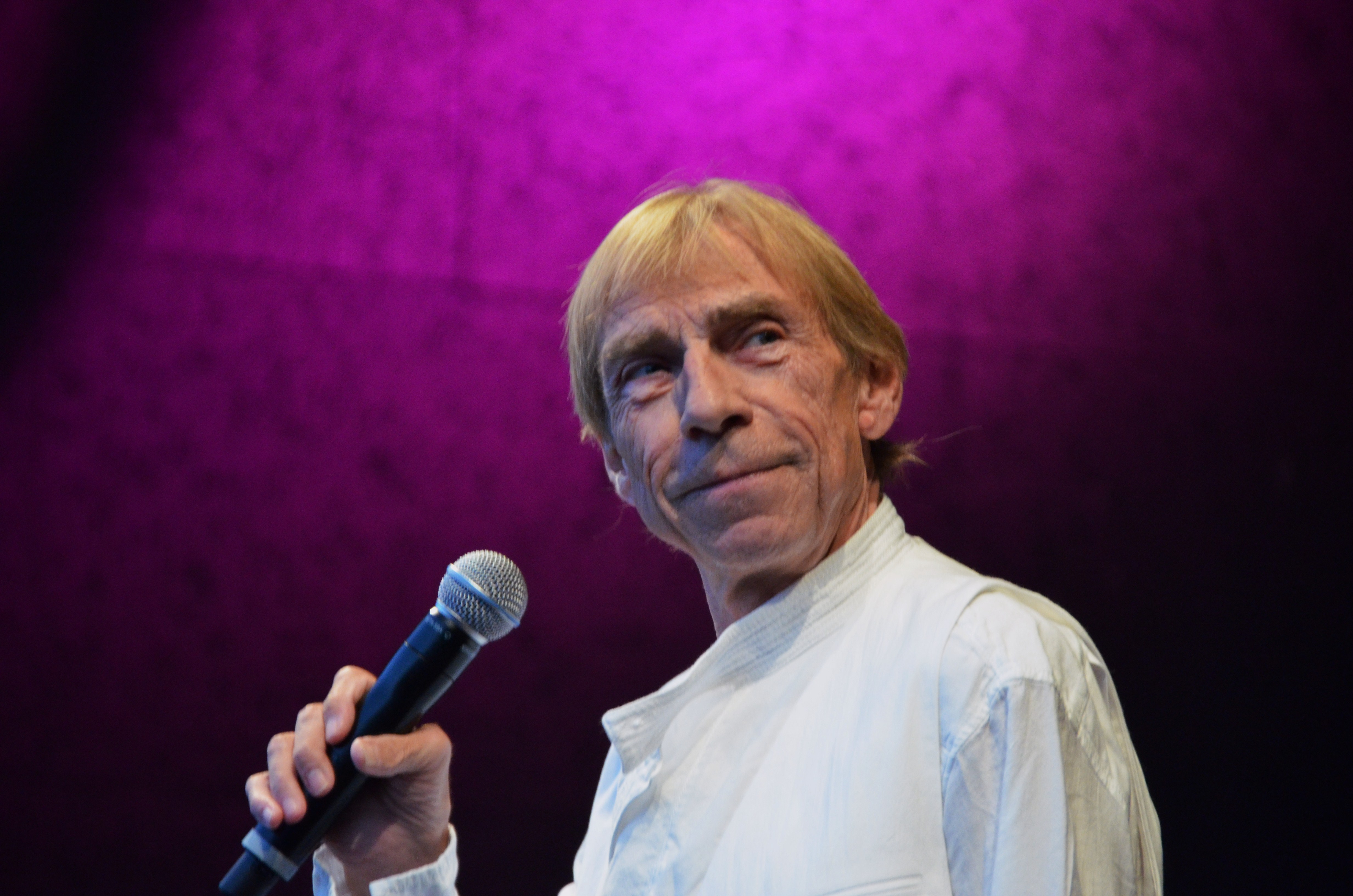
Jahn Teigen (2011)

Jahn Teigen (* 27. September 1949 in Tønsberg als Jan Teigen; † 24. Februar 2020 in Ystad) war ein norwegischer Sänger und Musiker. Er vertrat Norwegen beim Eurovision Song Contest 1978, 1982 und 1983 und wurde durch diesen Wettbewerb europaweit bekannt. Er war der erste Künstler, der nach der Neuregelung der Punktevergabe 1975 für seinen Titel null Punkte erhielt.

## Teilnahmen beim Melodi Grand Prix
Teigen nahm erstmals 1974 am Melodi Grand Prix, der norwegischen Vorentscheidung zum Eurovision Song Contest, teil. Er und Anne-Karine Strøm sangen jeweils denselben Titel Hvor er du (Wo bist du), wobei die Version Strøms sich dann durchsetzte und sie Norwegen beim ESC 1974 in Brighton mit der englischen Version The First Day of Love vertrat.
Zwischen 1974 und 2005 hat Teigen insgesamt 14 Mal an der norwegischen Vorausscheidung teilgenommen. Mit Ausnahme des englischsprachigen Beitrags My Heart Is My Home (2005) sang er alle Beiträge auf Norwegisch: 1974 (Hvor er du), 1975 (Kjærlighetens under), 1976 (Hastverk und Voodoo), 1978 (Mil etter mil), 1980 (Ja), 1982 (mit Anita Skorgan Adieu), 1983 (Do Re Mi), 1988 (Glasnost), 1989 (Optimist), 1990 (Smil), 1993 (Jackpot), 1994 (Gi alt vi har), 1996 (als Teil des Duos To Tenorer mit Ariel) und 2005 (My Heart Is My Home).

## Eurovision Song Contest 1978
Beim Eurovision Song Contest 1978 in Paris nahm Teigen zum ersten Mal an diesem internationalen Wettbewerb mit dem Titel Mil etter mil (zu Deutsch „Meile um Meile“) teil. Der Titel erhielt von keiner einzigen Jury einen Punkt und belegte den letzten Platz. Dass ein Titel beim Eurovision Song Contest leer ausging, hatte es in der Vergangenheit schon mehrfach gegeben, dennoch war Teigens schlechtes Abschneiden 1978 ein Novum: 1975 war das noch heute gültige Punktesystem eingeführt worden (bei dem jedes Land zehn Titel bewertet). Mil etter mil wurde zum Inbegriff des Scheiterns beim Eurovision Song Contest. In Norwegen hatte Teigen mit diesem Titel jedoch großen Erfolg und erreichte Platz eins der Hitliste.

## Eurovision Song Contest 1982 und 1983
Beim Eurovision Song Contest 1982 in Harrogate nahm Teigen erneut für Norwegen teil, diesmal im Duett mit seiner damaligen Frau Anita Skorgan und dem Titel Adieu, der den zwölften Platz belegte. In München 1983 erreichte Teigen mit Platz neun für Do-re-mi sein bestes Ergebnis beim Eurovision Song Contest.

## Privatleben

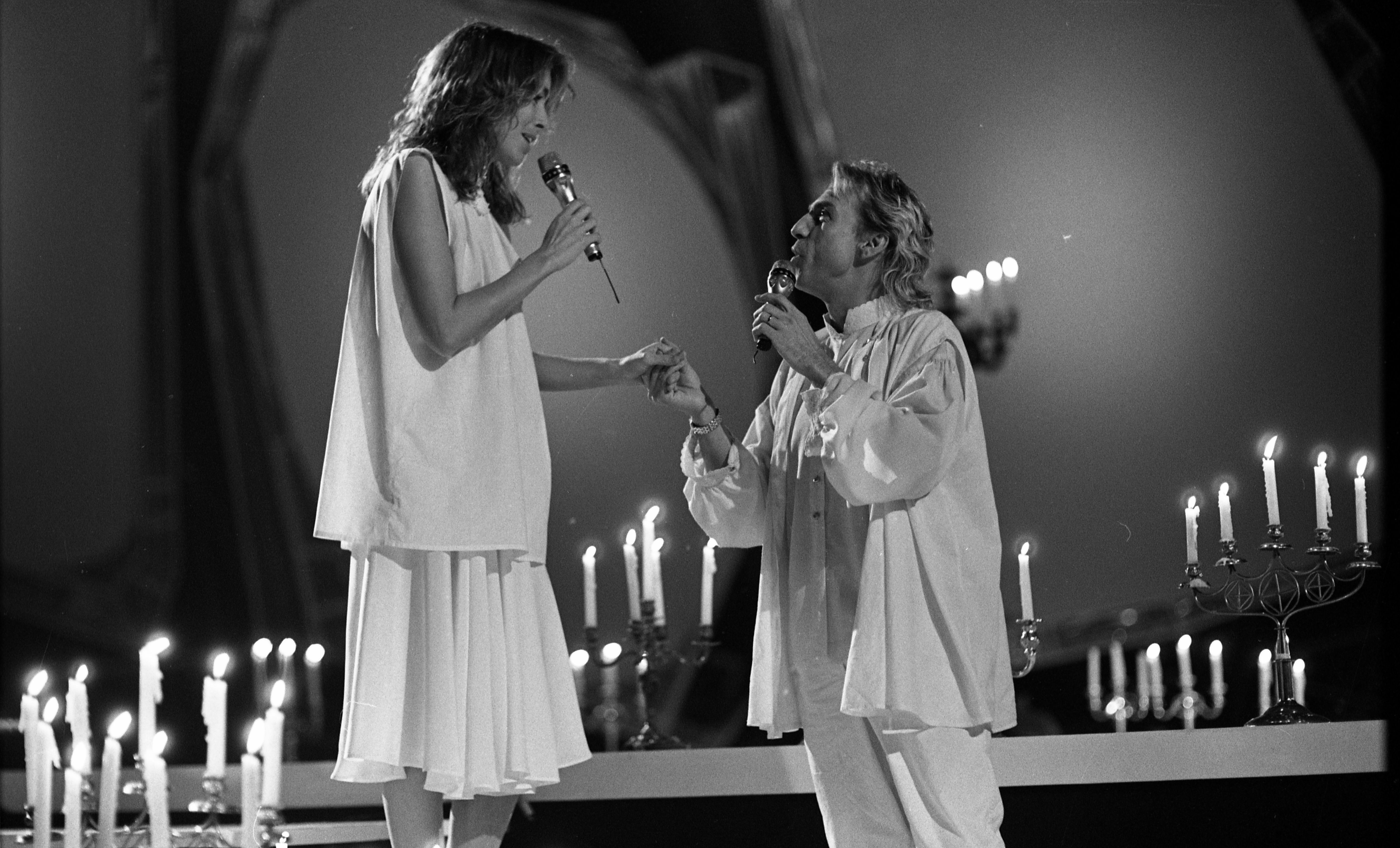
Teigen mit Anita Skorgan beim Melodi Grand Prix (1986)

Jahn Teigen war von 1984 bis 1987 mit Anita Skorgan verheiratet, die ihrerseits ebenfalls mehrmals für Norwegen beim Eurovision Song Contest teilgenommen hat. Sie haben eine gemeinsame Tochter: Sara Skorgan Teigen. Nach der Scheidung blieben beide auch musikalisch weiterhin verbunden und hatten gemeinsame Auftritte.
Vor seinem Tod lebte Teigen zurückgezogen in Ingelstorp, etwas außerhalb der schwedischen Stadt Ystad. Er verstarb am 24. Februar 2020 im Krankenhaus von Ystad. 
An der Trauerfeier am 11. März 2020 in der Tønsberg Domkirke nahmen u. a. der norwegische Kulturminister Abid Raja und der Sänger Alexander Rybak teil.

## Diskografie

### Alben
| Jahr | Titel                                 | Höchstplatzierung, Gesamtwochen, AuszeichnungChartsChartplatzierungen (Jahr, Titel, Platzierungen, Wochen, Auszeichnungen, Anmerkungen) | Anmerkungen       |
| Jahr | Titel                                 | NO | Anmerkungen       |
| ---- | ------------------------------------- | --- | ----------------- |
| 1978 | This Year’s Loser                     | NO4 (16 Wo.)NO |                   |
| 1979 | En dags pause                         | NO1 (28 Wo.)NO |                   |
| 1980 | Mentalkrem                            | NO1 (22 Wo.)NO |                   |
| 1981 | Fisle Narrepanne i Tyrol              | NO22 (10 Wo.)NO |                   |
| 1982 | Klar dag / Instamatik                 | NO3 (12 Wo.)NO |                   |
| 1983 | Hopp 78-83                            | NO14 (6 Wo.)NO |                   |
| 1983 | Cheek To Cheek                        | NO1 (17 Wo.)NO | mit Anita Skorgan |
| 1988 | Klovn uten scene                      | NO1 (21 Wo.)NO |                   |
| 1990 | Jahn Teigen                           | NO19 (1 Wo.)NO |                   |
| 1992 | Esilio Paradiso                       | NO8 (4 Wo.)NO |                   |
| 1993 | Rondo                                 | NO7 (5 Wo.)NO |                   |
| 1994 | Jahn Teigens beste: Litt av historien | NO7 Gold · (13 Wo.)NO |                   |
| 1996 | Lys                                   | NO4 Gold · (5 Wo.)NO |                   |
| 2000 | Magnet                                | NO13 (4 Wo.)NO |                   |
| 2004 | Utkledd som meg selv                  | NO21 (7 Wo.)NO |                   |
| 2004 | Fra null til gull                     | NO4 Gold · (10 Wo.)NO |                   |
| 2009 | Teigen - 40 største hits              | NO9 (15 Wo.)NO |                   |
| 2020 | 40 største hits                       | NO9 Platin · (4 Wo.)NO |                   |
| 2020 | Ikke som alle andre solo 1967-2020    | NO30 (1 Wo.)NO |                   |

Weitere Alben
- 1975: Teigen Synger Falsk
- 1977: Teigen’s Tivoli
- 1989: I skyggen av en drøm

### Singles
| Jahr | Titel Album                           | Höchstplatzierung, Gesamtwochen, AuszeichnungChartsChartplatzierungen (Jahr, Titel, Album, Platzierungen, Wochen, Auszeichnungen, Anmerkungen) | Anmerkungen       |
| Jahr | Titel Album                           | NO | Anmerkungen       |
| ---- | ------------------------------------- | --- | ----------------- |
| 1978 | Mil etter mil –                       | NO1 (21 Wo.)NO |                   |
| 1978 | Jeg gi’kke opp –                      | NO6 (9 Wo.)NO |                   |
| 1979 | Har du lyst på litt mer En dags pause | NO7 (4 Wo.)NO |                   |
| 1980 | Ja Mentalkrem                         | NO10 (1 Wo.)NO |                   |
| 1982 | Bli bra igjen Klar dag / Instamatik   | NO4 (13 Wo.)NO |                   |
| 1982 | Adieu Klar dag / Instamatik           | NO3 (6 Wo.)NO | mit Anita Skorgan |
| 1983 | Do re mi –                            | NO2 (10 Wo.)NO |                   |
| 1983 | Friendly Cheek To Cheek               | NO2 (13 Wo.)NO | mit Anita Skorgan |
| 1988 | Glasnost Klovn uten scene             | NO3 (7 Wo.)NO |                   |
| 1988 | Slå ring Klovn uten scene             | NO7 (3 Wo.)NO |                   |
| 1989 | Optimist –                            | NO4 (5 Wo.)NO |                   |
| 1990 | I skyggen av en drøm                  | NO9 (2 Wo.)NO |                   |
| 1992 | Gi meg fri Esilio Paradiso            | NO8 (1 Wo.)NO |                   |
| 1993 | Ensom natt Rondo                      | NO7 (2 Wo.)NO |                   |
| 2008 | Det vakreste som fins –               | NO6 (3 Wo.)NO |                   |

## Auszeichnungen und Ehrungen
- Spellemannprisen*[6]
  - 1978: Auszeichnung in der Kategorie „männlicher Vokalist“ für This year’s loser
  - 1983: Auszeichnung in der Kategorie „Ehrenpreis der Branche“
  - 1984: Nominierung in der Kategorie „Pop-Platte des Jahres“ für Cheek to cheek mit Anita Skorgan
  - 1988: Nominierung in der Kategorie „Spellemann des Jahres“ für Klovn uten scene
  - 2001: Nominierung in der Kategorie „norwegischer Hit“ für Min første kjærlighet
  - 2009: Auszeichnung in der Kategorie "Ehrenpreis"
- 1984 Gammleng-Preis in der Kategorie Pop
- 2003 Ehrenpreis des Norsk Artistforbunds
- 2007 Benennung eines Platzes (Jahn Teigens plass) in seiner Geburtsstadt Tønsberg
- 2010 Ehrung mit einer Briefmarke der Norwegischen Post
- 2010 Ritter 1. Klasse des Sankt-Olav-Orden
- 2012 Enthüllung einer Statue von Teigen in Tønsberg